# 神奈川県立麻生支援学校
神奈川県立麻生支援学校（かながわけんりつ あさおしえんがっこう）は、神奈川県川崎市麻生区にある県立特別支援学校。2006年に旧神奈川県立柿生高等学校跡地を全面改修して開校した。

## 沿革
- 2005年4月 - 神奈川県立市ヶ尾高等学校内に開校準備室を設置。
- 2005年11月 - 神奈川県立麻生養護学校設置。
- 2006年3月 - 現在地に校舎完成。
- 2006年4月 - 開校式、第一回入学式を挙行。
- 2009年4月 - 神奈川県立元石川高等学校内に分教室を設置。
- 2023年4月 - 神奈川県立麻生支援学校に名称変更[1][2]。

## 設置課程
- 小学部
- 中学部
- 高等部

それぞれの課程に、知的障害部門と肢体不自由部門がある。また、高等部課程はコース制となっており、自立支援コース，表現支援コース、就業支援コースに分かれて生徒が在籍している。

## 所在地
神奈川県立麻生支援学校
神奈川県川崎市麻生区王禅寺303-1
元石川分教室（元石川高校内）
神奈川県横浜市青葉区元石川町4116